# Tom Latham
Thomas Paul "Tom" Latham, född 14 juli 1948 i Hampton i Iowa, är en amerikansk republikansk politiker. Han var ledamot av USA:s representanthus 1995–2015.
Latham studerade vid Wartburg College och Iowa State University. Han var affärsman innan han blev politiker.
Kongressledamot Fred Grandy kandiderade inte till omval i kongressvalet 1994. Latham vann valet. Han omvaldes tio gånger.
Han är gift med Kathy och har tre barn.